# Hiperplà
Un hiperplà és un conjunt de punts d'un espai n-dimensional tals que les seves coordenades satisfan una equació lineal. Els hiperplans tenen algunes propietats algèbriques anàlogues a les dels plans en coordenades cartesianes.
Considerem primer un pla P de R3 que passa pel punt a = (a1, a2, a3) i té p = (p1, p2, p3) diferent de (0, 0, 0) com a vector normal. Dir que el vector p és normal al pla P equival a dir que p és normal (ortogonal o perpendicular) a qualsevol recta del pla. Així, si x = (x1, x2, x3) és un punt arbitràri de P, llavors el vector x-a és ortogonal a p. Per tant, el producte escalar de p i x-a ha de ser 0, i p·(x-a) = 0.